# Hispanitate
| | |
| | |
| Țări tradițional considerat ca esență a Hispanitate .. NOTE: Pentru o listă detaliată a țărilor în care vor apărea pe hartă, see its description page | |
| Membri | |
| Europa - Spania Asia și Oceania - Filipine Africa - Guineea Ecuatorială - Sahara Occidentală                                                          | America - Argentina - Bolivia - Chile - Columbia - Costa Rica - Cuba - Republica Dominicană - Ecuador - El Salvador - Guatemala - Honduras - Mexic - Nicaragua - Panama - Paraguay - Peru - Puerto Rico - Uruguay - Venezuela |

Hispanitate reprezintă totalitatea popoarelor hispanice și caracterul a ceea ce este spaniol, fiind sinonim cu hispanism.
Termenul a apărut în cel de-al doilea deceniu al secolului al XX-lea și se referă la persoane fizice, comunități și țări care împărtășesc limba spaniolă și posedă o cultură legată de Spania. Hispanitatea include 23 națiuni și mai mult de 300 de milioane de oameni, în Africa, Americi, Asia, Europa și Oceania.
Etimologic, cuvântul "hispanic" este derivat din Hispania, numele dat de romani Peninsulei Iberice.
Termenul de "hispanic" cuprinde persoanele vorbitoare de limba spaniolă sau de cultură spaniolă, care trăiesc în America și Spania.)
La data de 12 octombrie 1492, când Cristofor Columb și oamenii lui au ajuns în America, a început cucerirea și invadarea unei mari părți din America de către Regatul Spaniei. Coroana de Castilia se extinde, dincolo de teritoriul său inițial, în restul Spaniei și pe alte continente, răspândind astfel cultura și limba spaniolă.
Marile civilizații native americane (Imperiul Inca, Imperiul Aztec etc.) au fost învinse de cuceritorii spanioli, care au ajuns astfel să consolideze un imens stat hispanic, sub formă de dominație colonială. Concomitent, în timpul primului secol de cucerire, a avut loc o catastrofă demografică, care a ucis majoritatea populației native americane (amerindieni) produsă, în special de boli infecțioase aduse de europeni, până atunci necunoscute lumea nouă. Simultan, a existat, de asemenea, o intensă amalgamarea rasială între indieni, spanioli și africani, ceea ce a remodela continentul din punct de vedere etnic.
În 1713 a fost creată Academia Regală Spaniolă (RAE), sub protecția monarhiei spaniole, cu scopul de a reglementa și stabili utilizarea unitară a limbii spaniole pe întreg teritoriul spaniol și în toate teritoriile aflate sub dominația imperială.